# Azumanga Daioh
Azumanga Daioh (あずまんが大王 Azumanga Daiō?) es un manga escrito e ilustrado por Kiyohiko Azuma, el cual fue adaptado como anime en el año 2002. El manga consiste en una serie de historietas yonkoma en Japón.
El anime fue transmitido en segmentos de cinco minutos todos los días de la semana, y como una compilación de veinticinco minutos los fines de semana. Así, existen ciento treinta episodios de cinco minutos que también se pueden ver como veintiséis episodios de veinticinco minutos de duración. Además existe un ONA y una película de cinco minutos de duración.

## Origen del título
No tiene un significado literal, y tampoco interviene en la historia de la serie. Está compuesto de tres palabras:
- Azuma (el apellido del autor del manga, Kiyohiko Azuma),
- Manga
- Daioh, que era la revista en donde se publicaba originalmente (Dengeki Daioh).

El título completo sería: "Kiyohiko Azuma's Manga in Daioh" (Manga de Kiyohiko Azuma en Daioh).

## Argumento
Tanto el manga como el anime siguen el día a día de seis chicas estudiantes y dos profesoras en una escuela secundaria de Japón. 
En esta serie vemos la obsesión de Sakaki con los gatos de la ciudad, la lucha de la niña prodigio Chiyo para conseguir la aceptación de un grupo mucho mayor en edad que ella, la paciencia de Yomi con su  —menos lúcida— mejor amiga Tomo, las ideas descabelladas de «Osaka» y la competitividad extrema de Yukari, su profesora, en situaciones como las vacaciones de verano, ferias, pruebas y festivales atléticos de cada año escolar. Aunque se basa principalmente en la vida diaria, esta serie contiene situaciones absurdas con toques de surrealismo, como cuando aparecen los sueños de año nuevo de los personajes.

## Personajes
Chiyo Mihama (美浜 ちよ Mihama Chiyo?)
Seiyū: Tomoko Kaneda
Una niña prodigio, al comienzo de la serie se muestra que Chiyo se saltó cinco grados para llegar al décimo (primer año de preparatoria) y sigue siendo la mejor de la clase. Aunque es extremadamente inteligente y responsable para su edad (todas las mañanas se prepara su merienda, o comida y es la encargada de despertar a sus padres por las mañanas), todavía tiene la inocencia, los deseos y los miedos de una niña. Pero a pesar de todo, se lleva bien con sus compañeros de clase, los cuales son mayores que ella. Además de ser dulce, es una chica extremadamente linda, y siempre es la primera en tratar de detener las discusiones entre sus amigas. Además es muy generosa. Su única debilidad es que es mala en los deportes; además de tener 5 años menos que sus compañeros, es pequeña incluso teniendo en cuenta su edad, y sus intentos en el campo de deportes son tanto trágicos como graciosos.

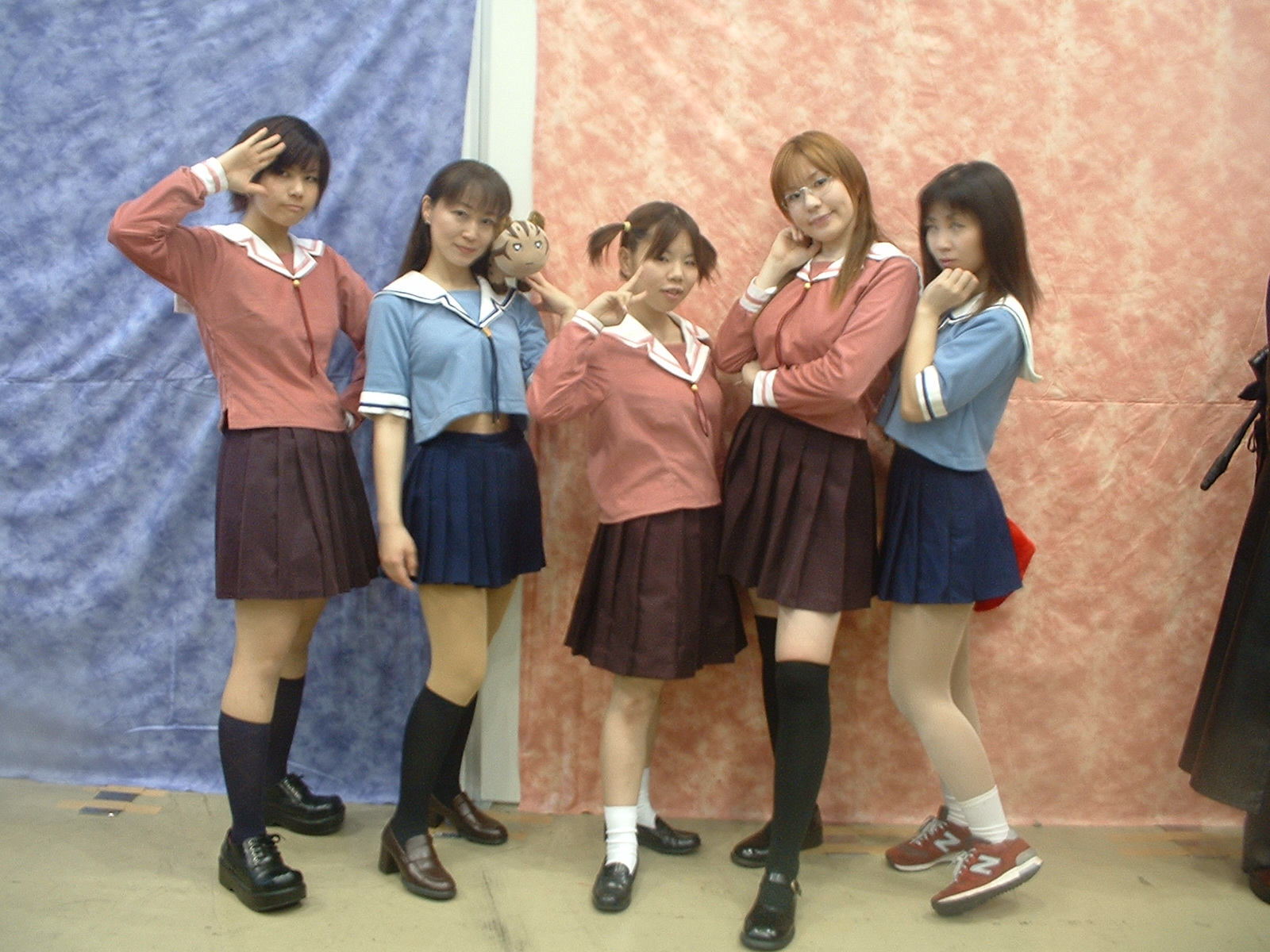
Cosplayers de Azumanga Daioh (World Cosplay Festival)

Sus padres son adinerados, pero nunca aparecen en la historia (aunque la extraña especie de gato amarillo que aparece en la serie dice ser su padre en los sueños de Sakaki y Osaka).
Cuando entra por primera vez al secundario, Chiyo tiene 10 años. Chiyo es el único personaje cuya edad se dice explícitamente y sus fiestas de cumpleaños son un evento anual festejado por las chicas. Las chicas con las que ella es más amiga son Osaka quien es casi como una persona de sus edad y Sakaki quien la ve como una suerte de hermana menor. (Mientras que Sakaki codicia la baja estatura y dulzura de Chiyo, Chiyo anhela la altura y la imponencia de Sakaki) Sus coletas a menudo son objeto de las fantasías de Osaka.
Tomo Takino (滝野 智 Takino Tomo?)
Seiyū: Chieko Higuchi
Tomo es extremadamente enérgica y competitiva, aunque perezosa a la vez. Tiende a irritar a todos a su alrededor, especialmente a Yomi, su compañera desde la primaria. Es una líder de los Bunklers (ボンクラーズ Bonkurāzu?, los tontos de la clase), junto a Osaka y a Kagura, aunque es capaz en sus estudios si lo intenta. Según se sabe, Tomo fue capaz de pasar el examen para ser admitida en la prestigiosa secundaria a la que asiste cuando Yomi la provocó para que estudiara. El hecho de que lo haya hecho solo para irritar a Yomi dice mucho de la personalidad de Tomo. Más aún: parece que Tomo gasta la mayor parte de su energía en irritar a otros. Es traviesa de forma juguetona, aunque con un poco de maldad irresponsable, burlándose constantemente del resto de las chicas; en especial de Chiyo, por ser la más pequeña. Básicamente, Tomo expresa su afecto hacia sus amigos a través de la burla.
Tomo también es una egocéntrica que siempre insiste en competir con las otras chicas que destacan en alguna faceta, perdiendo y alegando excusas tontas para ver mejor de lo que es el resultado. Entre otras cosas, desafió a Sakaki a una carrera (la cual Sakaki gana con facilidad) alegado que no perdió sino que llegó segunda; además espera que la elijan como alumna que da el discurso de despedida al final del curso aunque siempre saque malas notas. En el manga, cuando Chiyo anuncia que va a cumplir 12 en su próximo cumpleaños, Tomo dice que ella (autonombrándose) ya tiene 17 como si fuera todo un logro. Su personalidad es muy similar a la de su profesora Yukari Tanizaki.
Koyomi "Yomi" Mizuhara (水原 "よみ" 暦 Mizuhara "Yomi" Koyomi?)
Seiyū: Rie Tanaka
Amiga de primaria y antagonista de Tomo. Yomi se comporta como la más madura y a veces amargada del grupo, su estabilidad se usa a menudo como un contrapunto humorístico de la torpeza de los otros personajes. Casi siempre está mirando su peso, aunque su apariencia es la de una chica en forma y sana. También es una cantante horrible. Es tanto inteligente como deportiva: sus notas solo son superadas por las de Chiyo-chan y aunque no es como Sakaki o Kagura en lo deportivo, se hace valer. Es una chica que siempre se muestra inteligente, aunque apenas pudo pasar los exámenes para ingresar a la universidad. Solo pudo lograrlo al tercer intento, lamentablemente con Osaka, Kagura y Tomo.
Sakaki (榊 Sakaki?)
Seiyū: Yuu Asakawa
Alta, de voz dulce, Sakaki no se siente cómoda ni con su apariencia de chica fuerte ni con su físico voluptuoso. Desde pequeña se acomplejó por ser más desarrollada y fuerte que el resto, convenciéndose que no poseía características tiernas, convirtiéndose esto en una obsesión que la lleva a buscar esto en otras cosas. Como es muy tímida, no habla mucho, y su reticencia se malinterpreta como la de alguien fuerte o misterioso. Entre sus metas están las de ser veterinaria, florista o atender un puesto de juguetes, además de tener una mascota, cosa que jamás ha podido hacer ya que su madre es alérgica a los animales. Después de un sueño que tuvo con Chiyo, ella tiende a decir que el "gato amarillo" es realmente el papá de Chiyo. Sakaki preferiría acariciar un gatito antes que ser misteriosa. Es naturalmente atlética, aunque no le interesen demasiado los deportes. En cambio, su pasión es la de todas las cosas tiernas (cosa por la cual se sonroja fácilmente), especialmente animales de peluche, Chiyo, Tadakichi y los gatos. Desafortunadamente, los gatos la odian por alguna razón desconocida y es normal que la ataquen sin provocación; en particular, un gato gris conocido como Kamineko.
Ayumu "Osaka" Kasuga (春日 "大阪" 歩 Kasuga "Osaka" Ayumu?)
Seiyū: Yuki Matsuoka
Ayumu es una estudiante de intercambio de Osaka. Tomo, esperando que ella actúe como el estereotipo de alguien de Osaka — acelerado, gritón, exuberante y gustoso de los chistes —, rápidamente le da el apodo de «Osaka», aunque el comportamiento de Ayumu difiere muchísimo del de alguien de esa ciudad, ya que ella es lenta y reflexiva al punto de disfrutar mirando las motas de polvo en el aire. Ayumu considera su apodo «demasiado simple» y «sin gusto» pero le falta energía o motivación como para discutirlo. Su apodo le queda tan bien que enseguida se la conoce como «Osaka» por sus profesores e incluso en la lista de alumnos. Un tiempo después, nadie recuerda su verdadero nombre.
Es lenta, poco atenta, y absorta a su propio mundo. Posee una mente que funciona con bastante diferencia a la de la mayoría de las personas. Esto hace que sueñe despierta, a estar con la mente perdida, y a decir incoherencia una tras otra, pero también la hace inusualmente buena para responder preguntas de pensamiento paralelo. Es muy apegada con Chiyo, ya que aunque intelectualmente son muy diferentes, ambas son malas en Educación Física y ambas parecen encarar al mundo con el mismo toque de curiosidad y asombro infantil (aunque Chiyo generalmente se maneja por el sentido común y la información, Osaka no).
Osaka es la más inteligente del grupo de las "Bunklers" pues de las 3 que lo componen ella saca las mejores notas. Una de sus fantasías más preciadas es poder volar con los moños de Chiyo-Chan. A diferencia de la mayoría de sus compañeras, Osaka siempre está de un humor tranquilo y accesible. Es extremadamente raro verla en estado de ira o perdiendo el control.
Kagura (神楽 Kagura?)
Seiyū: Houko Kuwashima
Aparece una vez avanzada la serie, incorporándose a la clase de Yukari en el segundo año (Yukari la elige como su "número 10" para ganar las competencias atléticas del colegio), originalmente estaba en la clase de Nyamo y fue la rival de Sakaki en el festival deportivo. Dedica la mayor parte de su tiempo al equipo de natación, pero es una muy buena deportista en general. Tiene una especie de rivalidad/amistad unilateral con Sakaki, y es similar a Tomo al ser pura energía y al tener falta de interés en el estudio, aunque es menos propensa a tener reacciones impulsivas. Al contrario que Tomo, Kagura tiene buenas intenciones y está dispuesta a ayudar a sus amigas. Al igual que Sakaki, a veces se avergüenza cuando Tomo llama la atención a sus grandes pechos. Ella es la tercera y se podría decir la líder del grupo de las "Bunklers" pues es la que saca las peores calificaciones. Aunque quiere ayudar a sus amigas no siempre lo logra. A pesar de todo Kagura ayuda mucho y es muy sensible, pues al cometer un error grave puede llegar a llorar ya que está convencida de ser inepta por naturaleza, a diferencia de Tomo que nunca le importa lo que hace.
Yukari Tanizaki (谷崎 ゆかり Tanizaki Yukari?)
Seiyū: Akiko Hiramatsu
Es profesora de inglés y la tutora del curso de las chicas, una profesora con métodos muy poco convencionales y una relación bastante cercana con la clase. Sus estudiantes son lo suficientemente informales como para llamarla Yukari-sensei. Dependiendo del día, la hora y su humor, puede ser una tirana de lo peor o una de las más dulces y cariñosas. Su comportamiento oscila entre molestar a Chiyo sin compasión y pegarle a los estudiantes con objetos contundentes, hasta hablarles gentil y amablemente a los alumnos o escribirles simples y motivadoras notas en las pruebas de los alumnos diciéndoles que ella cree en ellos. A menudo es egoísta, irresponsable, mezquina, y sin ningún tipo de tapujo espera que su amiga y colega, Minamo, no solo tolere esto, sino que también lo haga. Se pone celosa cuando Nyamo recibe mejores regalos de cumpleaños por parte de sus estudiantes, y hasta les da a sus estudiantes horas de estudio para poder deshacerse de ellos e ir a la piscina del colegio. También es una fanática de los videojuegos.
La habilidad para conducir de Yukari es desastrosa, sin ningún tipo de preocupación por la calle, la gente, otros vehículos, los carteles o los límites de velocidad. Su irresponsable forma de conducir impactó tanto en la psiquis de Chiyo que le generó un trauma y hasta hizo que Sakaki pierda por un instante su compostura.
Su nombre viene de la palabra japonesa ukkari, que significa "Sin cuidado".
Minamo "Nyamo" Kurosawa (黒沢 "にゃも" みなも Kurosawa "Nyamo" Minamo?)
Seiyū: Aya Hisakawa
Es profesora de gimnasia. En el primer año de secundaria de las chicas, es la tutora del curso de la clase 5. Durante los dos últimos años, es la tutora de la clase 2. Una vieja amiga de secundaria y rival de Yukari, tienen una juvenil, aunque extraña relación entre ellas; Yukari despiadadamente vive a costa de Nyamo, pero Nyamo también se mete con ella. «Nyamo» es un apodo acuñado en sus días como estudiante, pero Yukari la llama así, y también lo hace Tomo. Los demás estudiantes la llaman Kurosawa-sensei.
Popular con los estudiantes, Nyamo es más linda, menos molesta, y mucho más controlada que Yukari. Su debilidad son las relaciones románticas pasadas con las que Yukari le hace bromas. Durante uno de los viajes de verano que las chicas toman juntas, Nyamo se pone muy ebria y les cuenta a las chicas todo acerca de las relaciones entre chicos y chicas, lo que hace que Sakaki se avergüence y Chiyo se confunda, pero que las otras chicas se impresionen de su experiencia en el tema.

## Adaptaciones

### Manga
Realizado por Kiyohiko Azuma, originalmente publicado en la revista mensual Dengeki Daioh, en estilo Yonkoma en su gran mayoría. Los capítulos están divididos por meses, empezando por abril del primer año (la primera tira se titula "Yukari-sensei" (ゆかり先生?)), y terminando con su graduación. Consta de 4 volúmenes, publicados entre el año 2000 y 2002. La siguiente tabla muestra los tankobon nombrados:
| Volumen | ISBN               | Fecha de publicación en Japón |
| ------- | ------------------ | ----------------------------- |
| 01      | ISBN 4-8402-1467-0 | 25 de febrero de 2000         |
| 02      | ISBN 4-8402-1691-6 | 15 de noviembre de 2000       |
| 03      | ISBN 4-8402-1943-5 | 25 de septiembre de 2001      |
| 04      | ISBN 4-8402-2128-6 | 25 de junio de 2002           |

### Anime
Realizado por los estudios J.C.Staff y dirigido por Hiroshi Nishikiori, se estrenó el 8 de abril de 2002 por TV Tokyo, finalizando el 30 de septiembre de ese mismo año. Fue transmitido en segmentos de cinco minutos todos los días de la semana, y los fines de semana se realizaba una compilación de cinco episodios.
Ha sido licenciada en varios países, entre ellos Corea del Sur (Tooniverse), China (China Television), Estados Unidos (Anime Network) y Reino Unido (Propeller TV).
Se produjo, a su vez, un ONA de 4 minutos, también en el 2002 y a cargo del mismo director del anime. En este ONA, Chiyo lleva una cámara a la escuela para un proyecto en la clase, pero se armará un gran problema cuando esa cámara caiga en manos de Tomo.
Antes del estreno de la serie, se creó un pequeño corto, llamado "Azumanga Daioh" (Película muy corta)  (あずまんが大王（劇場短編） Azumanga Daiō (Gekijō Tanpen)?), mostrándose en los cines japoneses en 2001 para promocionar la futura serie. En esta película que muestra a los personajes de Azumanga Daioh, Osaka tiene un sueño extraño en donde las coletas de Chiyo están poseídas.

#### Temas musicales
Opening
- "Soramimi Cake" (空耳ケーキ Soramimi Kēki?)

Interpretado por: Oranges & Lemons
Ending
- "Raspberry Heaven" (Cielo frambuesa)

Interpretado por: Oranges & Lemons